# Nykøbing Mors
Nykøbing Mors és una ciutat danesa de l'illa de Mors, al Limfjord, és la capital del del municipi de Morsø que forma part de la regió de Nordjylland, ambdós creats l'1 de gener del 2007 dins del marc d'una reforma territorial.
La ciutat està situada a l'est de l'illa, a un port natural a l'entrada de l'estret de Salling, que separa l'illa de Mors de la de la península de Jutlàndia per l'est. El 1299 va rebre la carta de ciutat, però se'n desconeix la data de la creació del primer poblament.
L'antic monestir de Dueholm (Dueholm Kloster) del segle xiv, ha estat reconvertit en seu del Museu històric de Mors (Morslands Historiske Museum).